# シンギュラリティ・ユニバーシティ
シンギュラリティ・ユニバーシティ（Singularity University、2008年 -）は、アメリカ合衆国シリコンバレーを拠点とする教育機関である。ユニバーシティ（大学）と名が付いているが、独自の校舎もなく学位の授与もない。シンギュラリティ（技術的特異点）についてはリンク先を参照のこと。
教育、エネルギー、環境、食糧、世界的な保健、貧困、セキュリティ、水資源を人類の最も困難な課題（Global Grand Challenges）と定義し、加速的に発展する革新的技術を使ってこれらに積極的に取り組むことをミッションとしているベネフィット・コーポレーションである。また、革新的技術を開発する企業のための、新しいスタイルのスタートアップ·インキュベーターとしても各種活動を行っている。
同機関は未来学者であり「シンギュラリティは近い―人類が生命を超越するとき（Singularity is Near）」の著者でもあるレイ・カーツワイルと、「楽観主義者の未来予測（Abundance）」の著者ピーター・ディアマンディスによって2008年に創設された。
各種教育プログラムを提供し、初回のプログラムには定員40人のところ、1,200人の応募があった。
また、世界各地で革新的アイデアを募るコンテストも実施し、新しい技術の開発を促進している。

## 教育プログラム
研究開発プログラム（Graduate Studies Program）
多くの未来の指導者、企業家および技術者が参加して、チームベースで広範なグローバルな課題に取り組む10週間のプログラム。
エグゼクティブ・プログラム（Executive Program）
企業の専門家や起業家等が、加速して進展する革新技術について包括的に集中して学習することを目的とするプログラム。
グローバル・インパクト・コンテスト（Global Impact Competition）
技術を利用して３年以内に100万~500万人の生活を改善させる可能性を有する革新的なプロジェクト案を募るコンテスト。優勝者は研究開発プログラムに無償で参加する権利が得られる。
未来医療（FutureMed）
医療分野における画期的な技術革新がもたらす医療の近未来像を提示するプロググラム。
イノベーション・パートナーシップ・プログラム
XPRIZE、シンギュラリティ・ユニバーシティ、Deloitteによる3年間のアライアンスで、各組織がそれぞれの強みを生かして複数の業界やビジネスセクターを横断するイノベーションを推進する取組み。
グローバルサミット
シンギュラリティ・ユニバーシティグローバルサミットは、指数関数的に進化する技術を使ってポジティブな変化と経済成長を創生する方法への理解を広めるために、世界中の国際的な主要都市で開催されている。サミットは2日間にわたって開催され、これらの技術の中核となる概念や傾向を理解するための学際的なアプローチを提供し、どのように起業家が地球規模の課題を解決するために、企業、産業、および社会を変革しているかを紹介する。

## SU Labs
ローカルおよびグローバルな新興企業のコミュニティから成るスタートアップ企業アクセラレータで、起業家プログラムとスペースを提供する。起業家が学際的な方法で指数関数的に進歩する技術を活用することにより、次世代の偉大なソリューションをデザインするための共同作業作業を行うことができる。シンギュラリティ・ユニバーシティの教員、卒業生、企業パートナー、およびメンター·投資家のネットワークでサポートされている。

## シンギュラリティハブ（Singularity Hub）
ロボット、遺伝学、長寿、人工知能、老化、幹細胞などに関し、不可能が可能になりつつある最新情報を伝えるブログやニュースネットワーク。